# Лажна свест
У марксистичкој теорији, лажна свест је термин који описује начине на које материјални, идеолошки и институционални процеси обмањују припаднике пролетаријата и других класних актера унутар капиталистичких друштава, прикривајући експлоатацију и неједнакост својствене друштвеним односима између класа. Према марксистима, лажна свест легитимизује постојање различитих друштвених класа.

## Origin of terminology
Лажна свест је свест која је нетачна и неусклађена са стварношћу.  У марксистичком погледу на свет, лажна свест је озбиљна препрека људском напретку. Због тога је исправљање лажне свести  главни фокус дијалектичког материјализма.
Фридрих Енгелс (1820–1895) користио је 1893. године термин „лажна свест“ у писму Францу Мерингу да опише начин размишљања подређене класе која добровољно прихвата идеологију владајуће класе. Енгелс назива ову свест „лажном“ јер чланови класе подржавају циљеве који им не доносе корист. У писму, Енгелс користи термин лажна свест наизменично са термином идеологија.
„Свест“, у овом контексту, одражава способност класе да политички идентификује и изрази своју вољу. Подређена класа је свесна ако игра значајну улогу у друштву и може да изрази своју вољу довољно уједињена у својим идејама и акцијама.
Иако термин лажна свест није скован све до после Марксове смрти, концепт на који се односи појављује се у ранијим списима Маркса и Енгелса. На пример, у Светој породици, Маркс описује како комунистички радници могу да се ослободе лажне свести присутне у капитализму:
Они (комунистички радници) су болно свесни разлике између бића и мишљења, између свести и живота. Они знају да својина, капитал, новац, најамни рад и слично нису идеалне измишљотине мозга, већ врло практични, врло објективни производи њиховог самоотуђења.

## Каснији развој
Маршал И. Помер је тврдио да чланови пролетаријата занемарују праву природу класних односа због свог веровања у вероватноћу или могућност друштвеног успона. Такво веровање, или нешто слично томе, сматра се неопходним у економији са њеном претпоставком о рационалном деловању; у супротном, најамни радници не би били свесни подржаваоци друштвених односа супротстављених њиховим сопственим интересима, што би кршило ту претпоставку.
Мађарски филозоф Ђерђ Лукач је разматрао концепт лажне свести у својој књизи „Историја и класна свест“ из 1923. године. Концепт су даље развили немачки филозоф Херберт Маркузе и француски филозоф Анри Лефевр..
Од краја 20. века, термин лажна свест се користи и у не-марксистичком контексту, посебно у вези са угњетавањима заснованим на сексуалној оријентацији, полу, раси и етничкој припадности.

### Културна хегемонија
Италијански марксистички теоретичар Антонио Грамши развио је концепт културне хегемоније, процеса унутар капиталистичких друштава којим владајуће класе стварају одређене норме, вредности и стигме, чиме се ствара култура у којој се њихова стална доминација сматра корисном.

### Структурализам
Током касних 1960-их и 1970-их година, филозофска и антрополошка школа структурализма почела је да стиче популарност међу академицима и јавним интелектуалцима, фокусирајући се на тумачење људске културе кроз појмове основних структура као што су симболичке, језичке и идеолошке перспективе. Марксистички филозоф Луј Алтисер популаризовао је своју структуралистичку интерпретацију лажне свести у својој књизи „Идеолошки државни апарат“. Структурализам је утицао на Алтисерову интерпретацију лажне свести, која се фокусира на институције капиталистичке државе⁠ — посебно оне у јавном образовању ⁠— које намећу идеолошки систем који фаворизује послушност, конформизам и покорност.

## Спољне повезнице
- Joseph McCarney (2005). Ideology and False Consciousness.